# 烏魯班巴區

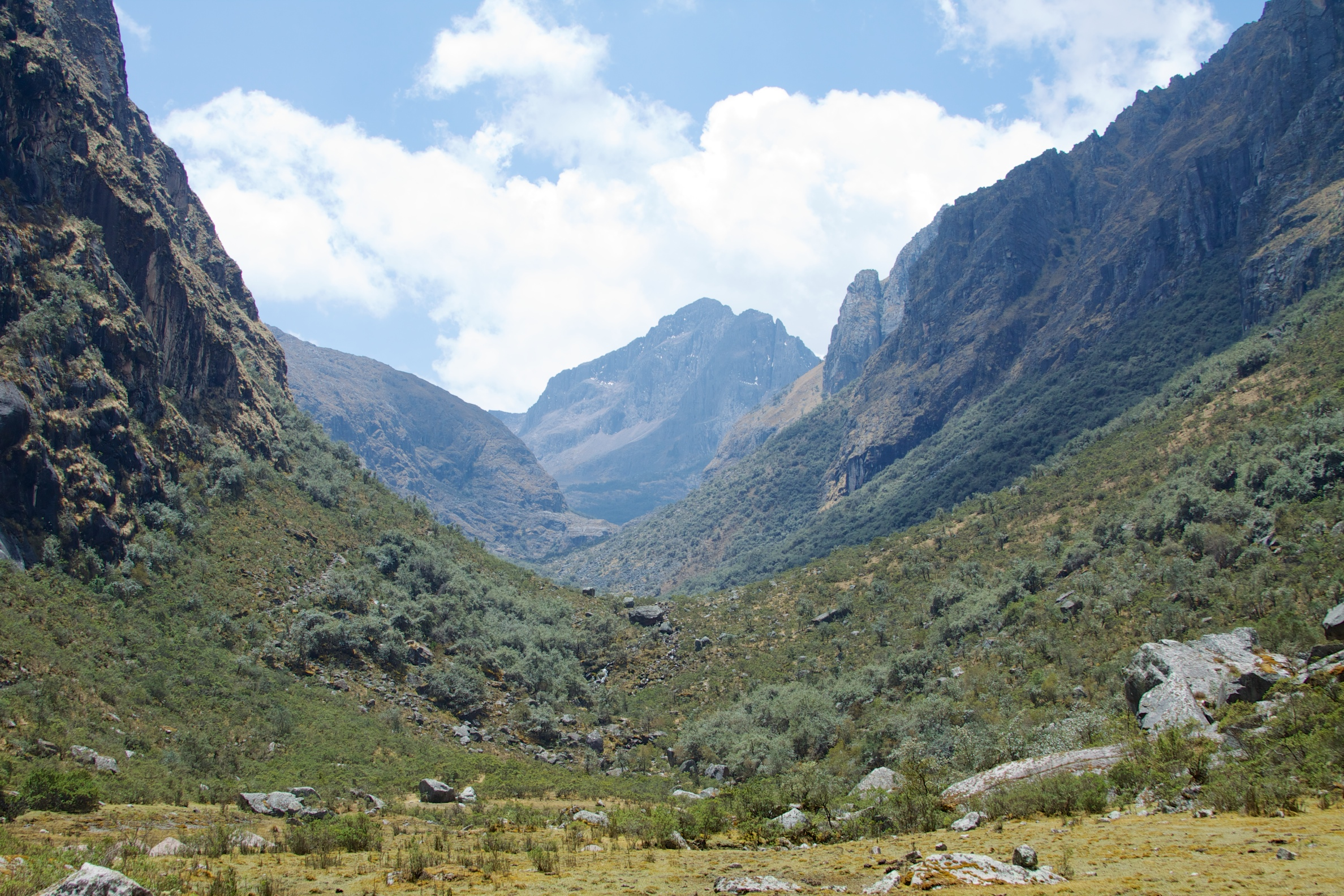

烏魯班巴區（西班牙語：Distrito de Urubamba），是秘魯的一個區，位於該國南部庫斯科大區的烏魯班巴省，始建於1825年6月21日，面積128.28平方公里，海拔高度2,871米，2005年人口18,348，人口密度每平方公里140人。